# Arthrocereus
Arthrocereus A.Berger è un genere di piante succulente della famiglia delle Cactacee, endemico del Brasile.

## Tassonomia
Il genere comprende le seguenti specie:
- Arthrocereus glaziovii (K.Schum.) N.P.Taylor & Zappi
- Arthrocereus melanurus (K.Schum.) Diers, P.Br. & Esteves
- Arthrocereus rondonianus Backeb. & Voll
- Arthrocereus spinosissimus (Buining & Brederoo) F.Ritter